# واندیر اولیویرا دوس سانتوس
واندیر اولیویرا دوس سانتوس (به پرتغالی: Wandeir Oliveira dos Santos) مهاجم اهل برزیل است که در شهر Morada Nova de Minas و در تاریخ ۱۵ مهٔ ۱۹۸۰ به دنیا آمده‌است.
واندیر اولیویرا دوس سانتوس در تیم‌های فوتبال کروزیرو سابقهٔ حضور دارد.